# Exército de Resistência Rahanweyn
Exército de Resistência Rahanweyn, também conhecido como Exército de Resistência Reewin, é um grupo militante autonomista que opera nas duas regiões do sudoeste da Somália, Bay e Bakool. Foi a primeira facção armada dos Rahanweyn a surgir durante a Guerra Civil Somali. O objetivo declarado do grupo é a criação e reconhecimento de um Estado independente da Somália do Sudoeste, liderado por Hasan Muhammad Nur Shatigadud. Atualmente está sob a autoridade do Governo Transicional Federal.
Em 2002 eclodiram disputas internas no Exército de Resistência Rahanweyn entre Shatigadud, que desejava apoiar o Conselho de Reconciliação e Restauração da Somália e dois de seus membros, o xeique Adan Mohamed Nuur Madobe e Muhammad Ibrahim Habsade, que desejavam continuar apoiando o Governo Nacional de Transição da República da Somália. O conflito resultou em muitas mortes e em pedidos para que Shatigadud renunciasse ao cargo de presidente do grupo.  Habsade continuou a reunir-se com os líderes do Governo Nacional de Transição aparentemente com a esperança de fazer parte do nascente governo nacional.  Os líderes beligerantes do Exército de Resistência Rahanweyn acabaram se reconciliando e, embora os conflitos irrompessem periodicamente a partir de então, todos se juntaram ao Governo Transicional Federal durante sua formação.